# Martín Chambi Jiménez
Martín Chambi, nom amb què es coneix Martín Jerónimo Chambi Jiménez (Coasa, Puno, 5 de novembre de 1891 - Cusco, 13 de setembre de 1973) va ser un fotògraf indígena peruà, un dels peruans més importants del segle xx. La seva obra reflecteix les profundes diferències socials i ètniques del seu país a principis d'aquell segle.

## Biografia
Va ser el tercer fill de Félix Chambi i Fernanda Jiménez, que formaven una família modesta d'agricultors quítxues dedicada al conreu de tubercles i quinoa. Durant la dècada del 1890 va viure l'anomenada "època de la reconstrucció", que va estar marcada per la inversió de capital estranger. No gaire lluny de Coasa, una comunitat camperola quítxua del departament de Puno, els anglesos van establir-hi la Santo Domingo Mining Company, empresa que es dedicava a explotar or. El pare de Martín va treballar-hi d'obrer i, a causa de l'estretor econòmica que afligia la família, un temps després Martín també hi treballaria. Allà tingué el seu primer contacte amb la fotografia, ja que els anglesos van dur la primera càmera fotogràfica. Es va sentir seduït davant l'instrument, i es va fer amic del fotògraf de l'empresa; aquest li va ensenyar els rudiments de l'ofici, i poc temps després el va admetre com ajudant.
En aquest context Chambi va concebre la fotografia com el símbol i la possibilitat de l'autotrascendència. Segons el net del fotògraf, "el més curiós no és només que veiés un anglès amb la seva càmera, sinó que això va despertar la seva vocació i que, en aquest context d'aïllament i pobresa, el seu pare va avalar el seu projecte des del primer moment". Segons apunten diverses fonts, Martín ja coneixia la popularitat i l'auge de la fotografia, fet que va animar-lo a viatjar per a aprendre'n l'art. Així, cercant un futur millor, l'any 1908 va traslladar-se a Arequipa, una ciutat propera i més desenvolupada que Puno.

## Carrera
A Arequipa, més activa culturalment, va començar a treballar com aprenent en l'estudi del fotògraf Max T. Vargas, el preferit de l'el·lit arequipenya, i qui li va ensenyar la comprensió del fenomen fotogràfic a partir de la seva versatilitat, les tècniques de control de la llum i la composició, la direcció d'escenes i grups, la perfecció del retrat i les tècniques de revelat. També va col·laborar amb els germans Carlos i Miguel Vargas en l'estudi que aquests tenien.
Ja convertit en fotògraf, va descobrir l'obra del pintor Rembrandt, que el va inspirar a utilitzar el contrast del clarobscur en les seves fotografies; aquesta pràctica faria que se'l conegués com el "poeta de la llum". Es va casar amb Manuela i hi van tenir els seus primers fills, i el 28 de novembre de 1917 va ser el primer a publicar una fotopostal al Perú. Aquell mateix any va traslladar-se a Sicuani, una ciutat del sud-est del país de la província de Canchis, a la recerca de millores econòmiques per a ell i la seva família, i guiat pel seu desig de vinculació tant amb les comunitats andines com amb el seu entorn. Allà va emprendre la seva trajectòria en solitari, i viuria fins al 1920. Sicuani, situada prop de l'imponent Ausangate, una de les muntanyes sagrades, va representar per a ell la porta d'accés al món andí i un acostament geogràfic a Cusco, el lloc on desenvoluparia la major part de la seva obra.
L'any 1925 es va establir en un estudi de la ciutat de Cusco, on s'hi quedaria durant més de 40 anys, treballant en les seves fotografies d'estudi més conegudes.

## Llegat
L'any 2012 es va organitzar la mostra Mirades paral·leles. Martín Chambi - Castro Prieto al Castell de Santiago de Sanlúcar de Barrameda (Cadis), una mirada fotogràfica de Martín Chambi i Juan Manuel Castro Prieto sobre el Perú, que comptava amb més de 100 fotografies realitzades per aquests dos fotògrafs sobre la cultura i les gents del país.
L'any 2019 la seva obra va ser declarada Patrimonio Cultural de la Nación al Perú.